# Лема Фату
Ле́ма Фату́ — твердження, яке використовується при доведені різних теорем у функціональному аналізі і теорії ймовірностей.

## Формулювання з функціонального аналізу
Нехай фіксовано простір з мірою {\displaystyle (X,{\mathcal {F}},\mu )}. Припустимо, що {\displaystyle \{f_{n}\}_{n=1}^{\infty }} — послідовність невід'ємних інтегровних функцій на {\displaystyle X}. Тоді виконується наступна нерівність для нижніх границь
{\displaystyle \int \limits _{X}{\liminf _{n\to \infty }}f_{n}(x)\,\mu (dx)\leq {\liminf _{n\to \infty }}\int \limits _{X}f_{n}(x)\,\mu (dx)}.

## Формулювання з теорії ймовірностей
Оскільки математичне сподівання випадкової величини визначається як її інтеграл Лебега по простору елементарних подій {\displaystyle \Omega }, наведена вище теорема переноситься і в теорію ймовірностей. Нехай є невід'ємна послідовність інтегрованих випадкових величин {\displaystyle \{X_{n}\}_{n=1}^{\infty }}. Тоді виконується наступна нерівність для нижніх границь
{\displaystyle \mathbb {E} \left[{\liminf \limits _{n\to \infty }}X_{n}\right]\leq {\liminf \limits _{n\to \infty }}\,\mathbb {E} X_{n}.}